# Pito (Bier)

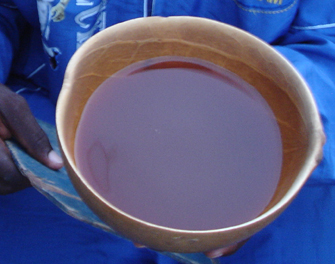
Pito in einer Kalebasse

Pito ist eine durch die Fermentierung von Hirse, Mais oder Sorghum gewonnene, gelb bis bräunlich gefärbte Biersorte. Sie wird im Norden Ghanas, Teilen Nigerias und anderen Teilen Westafrikas hergestellt. Die Hersteller von Pito sind gewöhnlich Privathaushalte.
In der Regel wird Pito gemeinschaftlich außerhalb des Hauses getrunken, wobei Bänke bereitgestellt werden. Pito wird den Gästen in einer Kalebasse warm oder kalt serviert. Die Wärme bezieht Pito aus dem Gärungsprozess. Für Privathaushalte in ländlichen Gebieten kann das Brauen und Veräußern von Pito eine wichtige Einnahmequelle darstellen. Der Kauf von Pito findet grundsätzlich in dem Privathaushalt statt, in dem er gebraut wird. Hierbei erwerben die Käufer Pito normalerweise nicht in Flaschen oder Dosen, sondern in einer Kalebasse.
In Ghana werden vier verschiedene Arten von Pito konsumiert, nämlich Nandom, Dargati, Togo und Kokomba. Diese lassen sich an der Art der Würz-Extraktion sowie der Fermentierung unterscheiden.

## Herstellung
Die Herstellung von Pito bezieht das Waschen der Getreidekörner, das Einweichen und Keimen dieser, Mälzen, Trocknen, Vermahlung, Würz-Extraktion und Fermentierung mit ein.